# Hotel New Hampshire (Film)
Hotel New Hampshire (Originaltitel: The Hotel New Hampshire) ist eine Tragikomödie aus dem Jahr 1984. Der Regisseur war Tony Richardson. Der Film entstand nach dem Roman Das Hotel New Hampshire von John Irving aus dem Jahr 1981. Das Drehbuch stammt von Tony Richardson; die beteiligten Darsteller Jodie Foster, Nastassja Kinski und Rob Lowe nahmen zahlreiche Änderungen vor.

## Handlung
Der Film erzählt die Geschichte der Familie Berry, die diverse Hotels in den USA und Europa führt.  Er bietet eine Fülle an komischen, skurrilen wie auch tragischen Situationen und Charakteren.
Die älteste Tochter der Familie, Franny, verliebt sich in Chip Dove, von dem sie aber vergewaltigt wird. Ihr älterer Bruder Frank outet sich wenig später als Homosexueller. Lilly, die jüngste und kleinste Tochter der Familie, versucht sich als Schriftstellerin.
Die Familie reist nach Wien, um dort ein Hotel zu führen. Die etwas später anreisenden Mrs. Berry und der jüngste Sohn Egg sterben bei einer Flugzeugkatastrophe. In Wien lernt Franny die schüchterne Susie kennen, die sich nur im Kostüm eines Bären unter die Leute traut. Franny schläft mit Susie und etwas später mit dem Terroristen Ernst, der die Wiener Oper in die Luft sprengen will. Dies macht John Berry, der in seine Schwester verliebt ist, eifersüchtig. Als die gesamte Familie versucht, den Anschlag zu verhindern, explodiert die Bombe nicht in der Oper, sondern vor dem Hotel, Win Berry verliert dabei das Augenlicht.
Da die kleinwüchsige Lilly den Roman Wachstumsversuche erfolgreich veröffentlichen konnte, wird die Familie reich und kann in die USA zurückkehren. John trifft zufällig auf einer New Yorker Straße Chip Dove, der Franny gerne wiedersehen möchte. Lilly entwickelt ein Szenario der Rache, in dem Chip Dove ausgezogen und festgehalten wird. Susie, als Bär verkleidet, macht sich daran, ihn zu vergewaltigen, doch Franny unterbricht die Inszenierung. Sie meint, sie konnte sich inzwischen von ihren Erinnerungen an Chip Dove befreien.
Franny willigt ein, mit ihrem Bruder John zu schlafen, was dieser sofort nutzt. Nach einem mehrstündigen Sexmarathon will Franny „den Rest des Lebens“ anfangen, woraufhin die Geschwister einen Toast ausbringen.
Die Familie kauft ein Hotel auf dem Lande, in dem es keine Gäste gibt. Franny wird zu einer erfolgreichen Schauspielerin, der zweite Roman von Lilly wird zum Misserfolg. Sie begeht mittels eines Sturzes aus dem Fenster Suizid, wobei sie den mehrfach im Film genannten Grundsatz der Familie „Halte Dich fern von offenen Fenstern“ eben gerade nicht beachtet.
Franny heiratet einen ehemaligen, afroamerikanischen Schulkollegen, John geht eine Beziehung mit Susie ein. In der Schlussszene erscheinen sämtliche, auch verstorbene, Familienmitglieder.

## Produktion

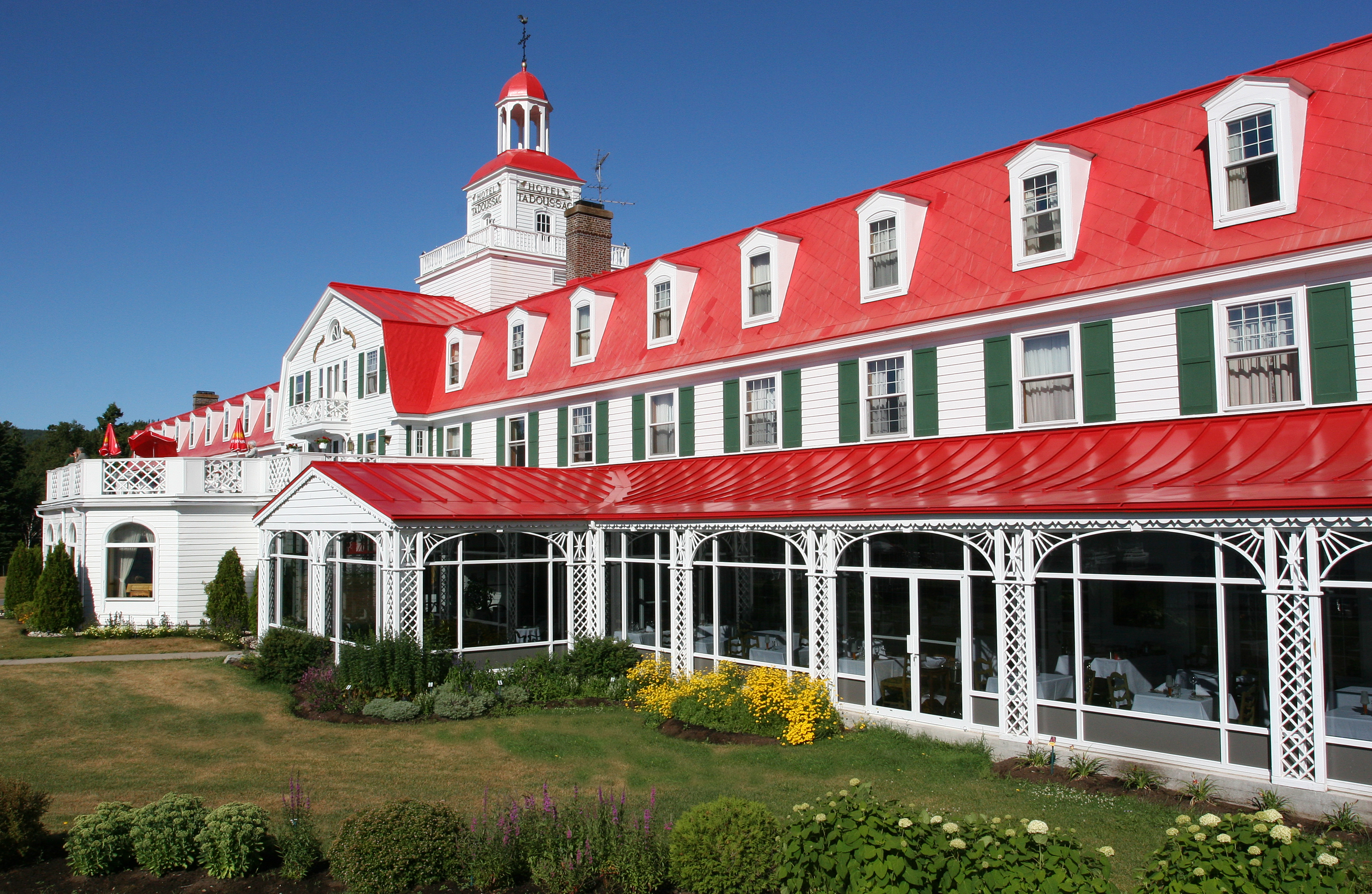
Hotel New Hampshire wurde in dem historischen Hotel von Tadoussac in Québec in Kanada gedreht.

### Entstehungsgeschichte
Nachdem Jodie Foster bei einem Interview Nastassja Kinski kennengelernt hatte, suchten die beiden Frauen nach einer Möglichkeit, bei einem Filmprojekt zusammenzuarbeiten. Der Film Hotel New Hampshire bot die Gelegenheit dazu. Einigen Quellen zufolge sprach Jodie Foster, damals eine Literaturstudentin, besonders an, dass ein bekannter Roman verfilmt werden sollte.
Hotel New Hampshire wurde in Tadoussac, Québec in Kanada gedreht. Jodie Foster berichtete in einigen Interviews über die besonders gute Atmosphäre während der Arbeiten.

### Hintergrundinformationen
Gedreht wurde vom 2. Mai bis zum 26. Juni 1983. Das Budget betrug etwa 7,5 Millionen US-Dollar. In den US-amerikanischen Kinos erreichten die Einnahmen 5,1 Millionen US-Dollar.
Die Rockband Queen sollte einige Songs zum Film komponieren, doch die Zusammenarbeit verlief nicht gut. Der einzige fertige Song, Keep Passing The Open Windows, wurde später im Album The Works veröffentlicht.

## Kritiken
Das Lexikon des internationalen Films schrieb: „Verfilmung des turbulenten Romans von John Irving, bei der Ansätze grotesk-ironischer Zeitkritik mit der Überfülle von unsinnigen vulgären Szenen kollidieren.“
Die Zeitschrift Cinema nannte den Film „grotesk“, „subversiv“, „bissig“, „äußerst vergnüglich“ und „eine wüste Satire auf die Probleme des Mittelstands“. Leider werde die Verfilmung „der Komplexität von John Irvings hoch gelobter, epischer Familiensaga nicht gerecht“.